# 國開國際投資
國開國際投資有限公司，簡稱國開國際投資（英語：China Development Bank International Investment Limited，港交所：1062），於1993年由當時荷蘭國際集團設立「ING北京投資有限公司」（前身為HONLINDA LIMITED，以及北京投資有限公司），現時為國家開發銀行股份有限公司旗下，也就是閉封式基金公司。
該公司則在1994年5月10日於港交所主板上市。總裁及董事長為白哲。
主要業務是投資上市和非上市企業，包括北京遠東儀表有限公司、首創愛華(天津)市政環境工程有限公司。
國開國際是俗稱「21章公司」之一。第21章指香港上市條例第21章，規管上市基金公司。
公司總部位於香港中環金融街8號國際金融中心二期4506-4509室。

## 連結
- cdb-intl.com （页面存档备份，存于）